# Jeffrey D. Feltman
Jeffrey David Feltman (geboren in 1959) is de Amerikaanse speciaal gezant voor de Hoorn van Afrika.
Van 2004 tot 2008 was hij ambassadeur van Amerika in Libanon, en van 2009 tot 2012 Assistant Secretary of State for Near Eastern Affairs. Hierna werd hij ondersecretaris-generaal van de Verenigde Naties voor politieke zaken. Als hoofd van de afdeling Politieke Zaken van de Verenigde Naties hield Feltman toezicht op de diplomatieke inspanningen van de VN om conflicten wereldwijd te voorkomen en te verhelpen.